# Carabodes pirinensis
Carabodes pirinensis är en kvalsterart som beskrevs av Kunst 1961. Carabodes pirinensis ingår i släktet Carabodes och familjen Carabodidae. Inga underarter finns listade.